# Roodewijk
Roodewijk is een buurtschap ongeveer 2½ km ten westen van Wilhelminadorp in de gemeente Goes in de Nederlandse provincie Zeeland. De buurtschap ligt noordwest van de stad Goes in de Wilhelminapolder. Roodewijk met 14 woningen is gebouwd in 1919 voor huisvesting van de arbeiders van de "De Wilhelminapolder".
De daken van de huizen in de Roodewijk zijn gedekt met rode dakpannen. Dit in tegenstelling met de 1¾ km daarvandaan liggende Blauwewijk waar voor de daken van de huizen blauw-grijze dakpannen gebruikt zijn. Beide wijken werden genoemd naar de kleur van de dakpannen.